# اسکات ادکینز
اسکات ادوارد ادکینز (انگلیسی: Scott Edward Adkins؛ زاده ۱۷ ژوئن ۱۹۷۶) رزمی‌کار و بازیگر سرشناس انگلیسی است که بیشتر برای بازی در فیلم‌های ویدئویی اکشنِ-رزمی شناخته شده، وی برای بازی در سری فیلم‌های شکست‌ناپذیر در نقش مبارز زندانِ روسی (یوری بویکا) شهرت یافت. در شکست‌ناپذیر ۲ (۲۰۰۶) و دنباله‌های آن شکست‌ناپذیر ۳(۲۰۱۰)، بویکا: شکست‌ناپذیر (۲۰۱۷) و کیسی بومن در سری فیلم‌های  نینجا (۲۰۰۹) و نینجا: سایه یک قطره اشک (۲۰۱۳).
او همچنین در نقش جان، درسرباز جهانی: روز حساب جایگزین ژان کلود ون دام، به عنوان نقش اصلی شد و به‌طور خلاصه در فیلم‌های اولتیماتوم بورن و سی دقیقه پس از نیمه شب ظاهر شد. وی نیز نقش اصلی منفی را در سه فیلمِ افسانه هرکول، گرگ مبارز و ایپ من ۴: نهایی بازی کرد و در فیلم‌های دکتر استرنج و بی‌مصرف‌ها ۲ نیز نقش‌های مکمل را بازی کرد.
در (۲۰۲۲)، او در «شیفت روز» با «جیمی فاکس» و «دیو فرانکو» بازی کرد و (۲۰۲۳) در «جان ویک: بخش ۴» در کنار کیانو ریوز ظاهر شد.و در (۲۰۲۴) در «بازی قاتل» در کنار دیو باتیستا هم‌بازی است.

## زندگی
ادکینز در ساتن کولدفیلد در نزدیکی بیرمنگام انگلستان در خانواده‌ای با پیشه قصابی زاده شد. برادر بزرگتر او کریگ است. به دلیل علاقه زیاد به ورزش از ۱۰ سالگی به همراه پدر و برادر خود به باشگاه محلی جودو می‌رفت و به همین دلیل مهارت‌های گسترده‌ای در هنرهای رزمی یافت. او بعدها تحت آموزش رشته کیک بوکسینگ زیر نظر آنتونی جونز قرار گرفت.
ادکینز در رشته‌هایی همچون ساندا، کیوکوشین، موی‌تای و نینجوتسو مهارت بسیاری دارد؛ و همچنین او در کیک‌بوکسینگ، جودو و تکواندو کمربند مشکی دارد و در حال حاضر در رشته هنرهای رزمی ترکیبی(MMA) فعالیت دارد. او همچنین تبحر بالایی در ژیمناستیک و پارکور دارد.
اسکات در کالج ساتن کولدفیلد در کلاس درام ثبت نام نمود و در ۲۱ سالگی به فرهنگستان هنرهای دراماتیک داگلاس وارد شد؛ ولی به دلیل فقر مالی مجبور به ترک بدون اتمام این دوره شد. و او یک زیبایی‌اندام کار به‌تمام معنا نیز است.

## دورانِ بازیگری
اولین فرصت او زمانی بود که به او پیشنهاد بازی در یک فیلم رزمی هنگ کنگی به نام چالش شدید شد. وی توسط رئیس انجمن بدلکاران هنگ کنگ و کارگردان وی تونگ و کارشناس سینمای هنگ کنگی متولد بریتانیا بِی لوگان مشاهده شد و برای اولین بار خود را در شرق یافت. او این فرصت را داشت که با برخی از کارگردانان برجسته اکشن سینمای هنگ کنگ از جمله: یوئن وو-پینگ، کری یوئن، سامو هونگ و جکی چان کار کند. نقش‌های بازیگری خیلی زود شروع به بازی کردند و به او پیشنهاد شد که در سریال پزشکان (۲۰۰۰) از بی‌بی‌سی که در کارخانه سنگ‌ریزه بیرمنگام فیلم‌برداری شده بود، نقش مهمان داشته باشد. او در چند قسمت در ایست اندرز (۲۰۰۳) و شهر مرکزی (۱۹۹۹) از بی‌بی‌سی و نقش اصلی در مایل بالا (۲۰۰۵) در ژانر درام کمدی از اسکای وان ظاهر شد و پس از آن یک نقش معمولی در شهر هالبی (۲۰۰۶) از بی‌بی‌سی در نقش بردلی هیوم، دستیار مدیر کل ژنرال هالبی.
نقش‌های اصلی در فیلم‌های سینمایی به زودی با بازی او در نقش تالبوت در نیروهای ویژه (۲۰۰۳) و یوری بویکا در فیلم شکست‌ناپذیر ۲: آخرین پایمرد (۲۰۰۶) دنبال شد. این فیلم بود که او را با نمایش شرورانه‌اش از مبارز زیرزمینی هنرهای رزمی ترکیبی(MMA) روسی‌تبار، وارد جریان اصلی کرد. پس از این، اسکات نقش‌های بازیگر مهمان در فیلم‌های با بودجه بزرگ‌تری داشت مانند: اولتیماتوم بورن (۲۰۰۷) و تورنمنت (۲۰۰۹) داشت و در چوپان: گشت مرزی از سونی پیکچرز نقش دشمن اصلی ژان کلود ون دام را بازی کرد. او نقش سلاح یازده (ددپول) را با رایان رینولدز در خاستگاه مردان ایکس: ولورین (۲۰۰۹) به اشتراک گذاشت. ادکینز در نقش پادشاه آمفیترئون در افسانه هرکول (۲۰۱۴) ظاهر شد
ادکینز در سال ۲۰۱۹ با یوئن وو-پینگ، طراح اکشن، زمانی که در کنار دانی ین در ایپ من ۴: نهایی در نقش دشمن اصلی در نقش بارتون گدس، گروهبان تفنگچی تفنگداران دریایی بازی کرد، دوباره به یکدیگر پیوستند 
به گفته ادکینز، ین شخصاً از او درخواست کرد که در این فیلم بازی کند.
در سال ۲۰۲۲ او در شیفت روز با جیمی فاکس و دیو فرانکو بازی کرد و در سال ۲۰۲۳ در جان ویک: بخش ۴ در کنار کیانو ریوز ظاهر شد.
در سال ۲۰۲۴ نیز در کنار دیو باتیستا در فیلم بازی قاتل هم‌بازی شد.

## فیلم‌شناسی

### فیلم
| سال   | عنوان                           | نقش                        | یادداشت |
| ----- | ------------------------------- | -------------------------- | --- |
| ۲۰۰۱  | جاسوس تصادفی                    | محافظ لی، رهبر ترک         | درج شده در تیتراژ با نام اسکات ادوارد ادکینز، اولین همکاری با جکی چان                                                          |
| ۲۰۰۱  | انتقام خالص                     | دنی                        | فیلم کوتاه |
| ۲۰۰۱  | چالش شدید                       | آیزاک بورمن                | فیلم ویدئویی |
| ۲۰۰۲  | ماسک سیاه ۲: شهر ماسک‌ها         | دکتر لنگ                   | فیلم ویدئویی، اولین همکاری با اندی آن                                                                                          |
| ۲۰۰۳  | نیروهای ویژه                    | تالبوت                     | فیلم ویدئویی |
| ۲۰۰۳  | مدالیون                         | هنچمن                      | دومین همکاری با جکی چان |
| ۲۰۰۵  | رهاشده                          | مبارز استخر شنا            | همکاری با جت لی |
| ۲۰۰۵  | پیت مبارز                       | ناتان                      | فیلم ویدئویی |
| ۲۰۰۶  | پلنگ صورتی                      | ژاکارد/بازیکن فوتبال       | همکاری با جیسون استاتهام |
| ۲۰۰۶  | شکست‌ناپذیر ۲: آخرین پایمرد      | یوری بویکا                 | فیلم ویدئویی، اولین همکاری با مایکل جای وایت                                                                                   |
| ۲۰۰۷  | اولتیماتوم بورن                 | مأمور کشتار                | |
| ۲۰۰۸  | چوپان: گشت مرزی                 | کارپ                       | فیلم ویدئویی، اولین همکاری با ژان-کلود ون دام                                                                                  |
| ۲۰۰۸  | نمایش شب                        | کارل                       | فیلم ویدئویی |
| ۲۰۰۹  | خاستگاه مردان ایکس: ولورین      | ددپول، سلاح یازده          | نقش مشترک با رایان رینولدز |
| ۲۰۰۹  | تورنومنت                        | یوری پتروف                 | فیلم ویدئویی |
| ۲۰۰۹  | نینجا                           | کیسی بومن                  | فیلم ویدئویی؛ اولین نقش اصلی                                                                                                   |
| ۲۰۱۰  | شکست‌ناپذیر ۳: رستگاری           | یوری بویکا                 | فیلم ویدئویی، همکاری با لطیف کراودر داس سنتز، مارکو زارور و شانون جنکینز                                                       |
| ۲۰۱۱  | بازی‌های ترور                    | رولاند فلینت               | فیلم ویدئویی، دومین همکاری با ژان-کلود ون دام                                                                                  |
| ۲۰۱۲  | ال گرینگو                       | مرد                        | فیلم ویدئویی |
| ۲۰۱۲  | بی‌مصرف‌ها ۲                      | هکتور                      | همکاری با ستارگان فیلم اکشن |
| ۲۰۱۲  | سرباز جهانی: روز حساب           | جان                        | فیلم ویدئویی، چهارمین همکاری با ژان-کلود ون دام، دومین همکاری با دولف لاندگرن                                                  |
| ۲۰۱۲  | سی دقیقه پس از نیمه‌شب           | جان                        | |
| ۲۰۱۳  | افسانه: مقبره اژدها             | تراویس پرستون              | فیلم ویدئویی، سومین همکاری با دولف لاندگرن                                                                                     |
| ۲۰۱۳  | نینجا: سایه یک قطره اشک         | کیسی بومن                  | فیلم ویدئویی |
| ۲۰۱۳  | خیابان سبز ۳: هرگز عقب‌نشینی نکن | دنی هاروی                  | فیلم ویدئویی |
| ۲۰۱۴  | افسانه هرکول                    | پادشاه آمفیتروئون          | |
| ۲۰۱۵  | عدم تحمل                        | استیون                     | فیلم ویدئویی، همکاری با داستین نگوین                                                                                           |
| ۲۰۱۵  | گرگ مبارز                       | تام کت                     | همکاری با وو جینگ |
| ۲۰۱۵  | محدوده نزدیک                    | کلینتون مک ردی             | فیلم ویدئویی |
| ۲۰۱۵  | کشتار                           | پارکر                      | فیلم ویدئویی |
| ۲۰۱۶  | حمله به خانه                    | هف لین                     | فیلم ویدئویی |
| ۲۰۱۶  | جارهد ۳: محاصره                 | گانی رینس                  | فیلم ویدئویی |
| ۲۰۱۶  | گریمزبی                         | پاول لوکاشنکو              | |
| ۲۰۱۶  | مجرم                            | پیت گرین اسلیوز            | دومین همکاری با رایان رینولدز                                                                                                  |
| ۲۰۱۶  | هدف سخت ۲                       | وس بیلور                   | فیلم ویدئویی، همکاری با رابرت نپر                                                                                              |
| ۲۰۱۶  | بویکا: شکست‌ناپذیر               | یوری بویکا                 | فیلم ویدئویی، به‌طور رسمی در سال ۲۰۱۷ منتشر شد                                                                                  |
| ۲۰۱۶  | دکتر استرنج                     | لوسین                      | |
| ۲۰۱۶  | حذف‌کننده‌ها                      | مارتین پارکر (توماس مکنزی) | فیلم ویدئویی، همکاری با وید برت                                                                                                |
| ۲۰۱۷  | سگ وحشی                         | مارتین تیلمن               | فیلم ویدئویی، همکاری با کانگ لی، دومین همکاری با مارکو زارور                                                                   |
| ۲۰۱۷  | گرگ مبارز ۲                     |                            | ویدئوی آرشیو |
| ۲۰۱۷  | آدم‌کش آمریکایی                  | ویکتور                     | |
| ۲۰۱۸  | مرد حادثه‌آفرین                  | مایک فالون                 | فیلم ویدئویی، همچنین تهیه‌کننده و نویسنده، سومین همکاری با مایکل جای وایت، همکاری با اشلی گرین همکاری با امی جانستون و ری پارک  |
| ۲۰۱۸  | شرخر                            | فرنچ                       | فیلم ویدئویی، همکاری با لوییس ماندیلور                                                                                         |
| ۲۰۱۸  | ورودی                           | رایزر                      | فیلم ویدئویی |
| ۲۰۱۸  | جنگ کرموز                       | افسر دیوانه                | همچنین شناخته شده با عنوان "تسلیم‌ناپذیر" در آمریکا                                                                             |
| ۲۰۱۹  | آدم‌ربایی                        | کوین                       | فیلم ویدئویی، دومین همکاری با اندی آن                                                                                          |
| ۲۰۱۹  | تهدید سه‌گانه                    | کالینز                     | فیلم ویدئویی، همکاری با تونی جا، چهارمین همکاری با مایکل جای وایت، همکاری با ایکو اویس و مایک بیسپینگ                          |
| ۲۰۱۹  | انتقام‌جو                        | کین برجس                   | فیلم ویدئویی، دومین همکاری با لوئیس ماندیلور                                                                                   |
| ۲۰۱۹  | ایپ من ۴: نهایی                 | بارتون گِدِس                 | همکاری با دانی ین |
| ۲۰۲۰  | شرخر ۲                          | فرنچ                       | فیلم ویدئویی، دنباله فیلم شرخر؛ شناخته شده با نام بازپرداخت در بریتانیا، سومین همکاری با لوئیس ماندیلور                        |
| ۲۰۲۰  | میراث دروغ‌ها                    | مارتین بکستر               | فیلم ویدئویی |
| ۲۰۲۰  | گروگان (ربوده شده)              | نِرو                        | فیلم ویدئویی |
| ۲۰۲۰  | ناوبری کور (حساب مرده)          | مارکو                      | فیلم ویدئویی |
| ۲۰۲۰  | ماجراهای بین کهکشانی مکس کلود   | مکس کلود                   | فیلم ویدئویی |
| ۲۰۲۱  | یک فرصت                         | جیک هریس                   | فیلم ویدئویی، دومین همکاری با اشلی گرین                                                                                        |
| ۲۰۲۱  | کسل سقوط می‌کند                  | مایک وِید                   | فیلم ویدئویی، چهارمین همکاری با دولف لاندگرن                                                                                   |
| ۲۰۲۲  | شیفت روز                        | دیران نزریان               | همکاری با جیمی فاکس، و دیو فرانکو                                                                                              |
| ۲۰۲۲  | بخش ۸                           | لئونارد لاک                | فیلم ویدئویی، پنجمین همکاری با دولف لاندگرن                                                                                    |
| ۲۰۲۲  | مرد حادثه‌آفرین: تعطیلات آدم‌کش   | مایک فالون                 | فیلم ویدئویی،دنباله فیلم مرد حادثه‌آفرین؛ همچنین تهیه‌کننده، فیلم‌نامه‌نویس و طراح فنون مبارزه                                     |
| ۲۰۲۳  | جان ویک: بخش ۴                  | کیلا هارکان                | همکاری با کیانو ریوز، دومین همکاری با دانی ین                                                                                  |
| ۲۰۲۳  | مطرح مطروح                      | جوزف                       | تاریخ اکران ايالات متحده هنوز مشخص نشده است؛ اکران شده در برخی کشورهای عربی؛ شناخته‌شده با عنوان "هرکجا که می‌روی" در سراسر جهان |
| ۲۰۲۴  | یک فرصت دیگر                    | جیک هریس                   | فیلم ویدئویی، دنباله فیلم آخرین فرصت؛ پنجمین همکاری با مایکل جای وایت                                                          |
| ۲۰۲۴  | در تاریکی                       | دان ریکتر                  | فیلم ویدئویی |
| ۲۰۲۴  | بازی قاتل                       | آنگوس مکنزی                | همکاری با دیو باتیستا و درو مکینتایر                                                                                           |
| ۲۰۲۴  | پناه بگیر                       | سم لُرد                     | فیلم ویدئویی |
| ۲۰۲۵  | روز حساب                        | کایل راسک                  | |
| ۲۰۲۵  | دیابلو                          | کریس چانی                  | فیلم ویدئویی، همچنین تهیه‌کننده و داستان؛ سومین همکاری با مارکو زارور                                                           |
| ۲۰۲۵  | 'اسیر جنگی'                     | جیمز رایت                  | (پس‌تولید)، فیلم ویدئویی؛ همچنین تهیه‌کننده و نویسنده؛ همکاری با دونالد سرونی                                                    |
| ۲۰۲۵  | آسمان شهر: راه جنگ              | اریک کورلی                 | (پس‌تولید)، فیلم ویدئویی؛ دومین همکاری با ایکو اویس                                                                             |
| آینده | بی ‌باک                          | دِوون                       | (پس‌تولید)، فیلم ویدئویی؛ همکاری با وینی جونز                                                                                   |
| آینده | روحش شاد                        | نامشخص                     | (پس‌تولید)، دومین همکاری با مت دیمون و همکاری با بن افلک                                                                        |

| به آثاری اشاره دارد که در حال حاضر منتشر نشده‌اند | به آثاری اشاره دارد که در حال حاضر منتشر نشده‌اند |

### تلویزیون

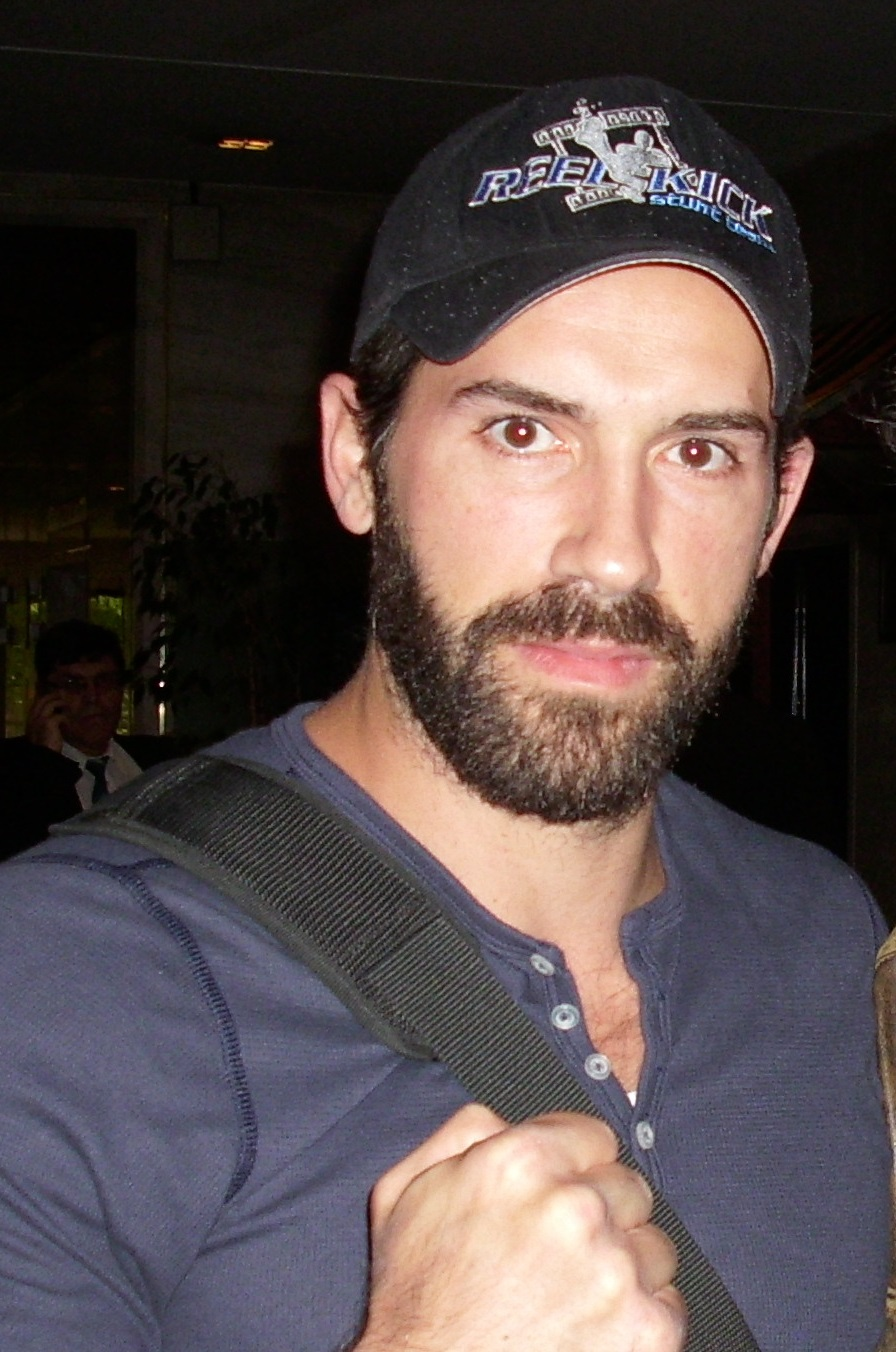
ادکینز در ٢٠١١

| سال       | عنوان                     | نقش              | توضیحات بیشتر                            |
| --------- | ------------------------- | ---------------- | ---------------------------------------- |
| ۱۹۹۸      | زمین خطر                  |                  | اپیزود: راه‌ها                            |
| ۱۹۹۹      | شهر مرکزی                 | جیک کلینتون      | اپیزود: آزادی زندگی و پیگیری             |
| ۲۰۰۰      | دکترها                    | روس              | ۳ اپیزود                                 |
| ۲۰۰۱      | صبحانه بزرگ               | خودش             | ۱ اپیزود                                 |
| ۲۰۰۲      | ایکس جهش یافته            | مارکو            | اپیزود: آخرین نفر                        |
| ۲۰۰۳      | ایست‌اندرز                 | جول              | ۶ اپیزود                                 |
| ۲۰۰۵      | مایل بالا                 | اد راسل          | ۱۲ اپیزود                                |
| ۲۰۰۵      | هالی اکس: بگزارید سست شود | رایان            | ۲ اپیزود                                 |
| ۲۰۰۶      | شهر هالبی                 | بردلی هیوم       | ۹ اپیزود                                 |
| ۲۰۱۳      | ضربان قلب                 | باتاکاریا        | ۲۰ اپیزود                                |
| ۲۰۱۲–۲۰۱۴ | تاریخ‌های پرنده فلزی       | گیلوم / جو ماندا | ۳ اپیزود، دومین همکاری با مایکل جای وایت |

## جوایز و نامزدی‌ها
| سال  | اثر                   | جایزه                       | دسته‌بندی                | وضعیت    |
| ---- | --------------------- | --------------------------- | ----------------------- | -------- |
| ۲۰۱۰ | شکست‌ناپذیر ۳: رستگاری | جشنواره بین‌المللی فیلم اکشن | ستاره اکشن بریک اوت     | برنده    |
| ۲۰۱۶ | بویکا: شکست‌ناپذیر     | جوایز فیلم اکشن جکی چان     | بهترین بازیگر فیلم اکشن | برنده    |
| ۲۰۱۸ | مرد حادثه‌آفرین        | جوایز ملی فیلم بریتانیا     | بهترین بازیگر           | نامزدشده |
| ۲۰۱۸ | مرد حادثه‌آفرین        | جوایز ملی فیلم بریتانیا     | بهترین فیلم مستقل       | نامزدشده |